# Welsh International 2009
Die Welsh International 2009 im Badminton fanden vom 26. November bis zum 29. November 2009 in Cardiff statt.

## Medaillengewinner
| Disziplin    | Gold                               | Silber                               | Bronze                       |
| ------------ | ---------------------------------- | ------------------------------------ | ---------------------------- |
| Herreneinzel | Kristian Nielsen                   | Pedro Martins                        | Kieran Merrilees             |
| Herreneinzel | Kristian Nielsen                   | Pedro Martins                        | Vladimir Malkov              |
| Dameneinzel  | Tatiana Bibik                      | Anita Raj Kaur                       | Rachel Howard                |
| Dameneinzel  | Tatiana Bibik                      | Anita Raj Kaur                       | Renuga Veeran                |
| Herrendoppel | Vitaliy Durkin Alexandr Nikolaenko | Peter Käsbauer Oliver Roth           | Sam Magee Tony Stephenson    |
| Herrendoppel | Vitaliy Durkin Alexandr Nikolaenko | Peter Käsbauer Oliver Roth           | Thomas Bethell Watson Briggs |
| Damendoppel  | Valeria Sorokina Nina Vislova      | Anita Raj Kaur Joanne Quay           | Marion Gruber Sabrina Jaquet |
| Damendoppel  | Valeria Sorokina Nina Vislova      | Anita Raj Kaur Joanne Quay           | Jessica Fletcher Sarah Milne |
| Mixed        | Vitaliy Durkin Nina Vislova        | Alexandr Nikolaenko Valeria Sorokina | Raj Veeran Renuga Veeran     |
| Mixed        | Vitaliy Durkin Nina Vislova        | Alexandr Nikolaenko Valeria Sorokina | Sam Magee Chloe Magee        |